# Simone Colombo
Simone Colombo (* 28. August 1963 in Mailand) ist ein ehemaliger italienischer Tennisspieler.

## Leben
Colombo war 1981 italienischer Juniorenmeister. Er erreichte in den beiden folgenden Jahren jeweils das Halbfinale des Challenger-Turniers von Brescia und wurde 1984 Tennisprofi. Im darauf folgenden Jahr gewann er an der Seite von Paolo Canè seinen ersten Doppeltitel auf der ATP Tour, den sie 1986 verteidigen konnten. Zudem gewann Colombo in Saint Vincent seinen ersten und einzigen Einzeltitel durch einen Finalsieg über Paul McNamee. Insgesamt gewann er im Laufe seiner Karriere fünf Doppeltitel. Seine höchste Notierung in der Tennis-Weltrangliste erreichte er 1986 mit Position 60 im Einzel sowie 1989 mit Platz 68 im Doppel.
Sein bestes Einzelresultat bei einem Grand-Slam-Turnier war das Erreichen der zweiten Runde bei den US Open im Jahr 1984. Im Doppel erreichte er 1986 die dritte Runde der French Open.
Colombo bestritt zwischen 1987 und 1988 zwei Einzel- und drei Doppelpartien für die italienische Davis-Cup-Mannschaft. Sein größter Erfolg mit dieser Mannschaft war die Teilnahme am Viertelfinale der Weltgruppe 1988. Bei der 1:4-Niederlage gegen Jugoslawien verlor er an der Seite von Paolo Canè gegen Goran Prpić und Slobodan Živojinović.

## Erfolge
| Legende                       |
| Grand Slam                    |
| Tennis Masters Cup            |
| ATP Masters Series            |
| ATP International Series Gold |
| ATP International Series (6)  |
| ATP Challenger Series (9)     |

### Einzel

#### Turniersiege

##### ATP Tour
| Nr. | Datum           | Turnier       | Belag | Finalgegner  | Ergebnis      |
| --- | --------------- | ------------- | ----- | ------------ | ------------- |
| 1.  | 11. August 1986 | Saint Vincent | Sand  | Paul McNamee | 2:6, 6:3, 7:6 |

##### Challenger Tour
| Nr. | Datum          | Turnier | Belag | Finalgegner    | Ergebnis      |
| --- | -------------- | ------- | ----- | -------------- | ------------- |
| 1.  | 14. April 1986 | Parioli | Sand  | Jörgen Windahl | 6:4, 6:2      |
| 2.  | 21. Juli 1986  | Ulm     | Sand  | Gilad Bloom    | 6:7, 6:4, 6:1 |
| 3.  | 5. Juni 1989   | Modena  | Sand  | Nevio Devide   | 4:6, 6:3, 6:0 |

### Doppel

#### Turniersiege

##### ATP Tour
| Nr. | Datum              | Turnier     | Belag | Partner          | Finalgegner                       | Ergebnis      |
| --- | ------------------ | ----------- | ----- | ---------------- | --------------------------------- | ------------- |
| 1.  | 10. Juni 1985      | Bologna (1) | Sand  | Paolo Canè       | Jordi Arrese Alberto Tous         | 7:5, 6:4      |
| 2.  | 9. Juni 1986       | Bologna (2) | Sand  | Paolo Canè       | Claudio Panatta Blaine Willenborg | 6:1, 6:2      |
| 3.  | 29. September 1986 | Palermo     | Sand  | Paolo Canè       | Claudio Mezzadri Gianni Ocleppo   | 7:5, 6:3      |
| 4.  | 19. Juni 1989      | Bari        | Sand  | Claudio Mezzadri | Sergio Casal Javier Sánchez       | 0:6, 6:3, 6:3 |
| 5.  | 21. August 1989    | San Marino  | Sand  | Claudio Mezzadri | Pablo Albano Gustavo Luza         | 6:4, 6:1      |

##### Challenger Tour
| Nr. | Datum              | Turnier     | Belag | Partner        | Finalgegner                          | Ergebnis      |
| --- | ------------------ | ----------- | ----- | -------------- | ------------------------------------ | ------------- |
| 1.  | 18. April 1983     | Bari        | Sand  | Luca Bottazzi  | Mario Calautti Bruce Derlin          | 6:2, 3:6, 6:3 |
| 2.  | 30. April 1984     | Parioli (1) | Sand  | Gianni Ocleppo | John Frawley Michiel Schapers        | 4:6, 6:4, 6:3 |
| 3.  | 14. April 1986     | Parioli (2) | Sand  | Paolo Canè     | Stephan Medem Dominik Utzinger       | 6:1, 6:4      |
| 4.  | 12. September 1988 | Messina     | Sand  | Nevio Devide   | Ugo Colombini Carlos di Laura        | 6:4, 6:4      |
| 5.  | 5. Juni 1989       | Modena      | Sand  | Nevio Devide   | Corrado Aprili Massimiliano Narducci | 3:6, 6:1, 7:6 |
| 6.  | 9. Juli 1990       | Ulm         | Sand  | Massimo Cierro | George Cosac Vojtěch Flégl           | 0:6, 6:2, 6:1 |

#### Finalteilnahmen
| Nr. | Datum              | Turnier | Belag | Partner               | Finalgegner                   | Ergebnis |
| --- | ------------------ | ------- | ----- | --------------------- | ----------------------------- | -------- |
| 1.  | 19. September 1988 | Bari    | Sand  | Francesco Cancellotti | Thomas Muster Claudio Panatta | 3:6, 1:6 |